# Indes occidentales françaises
Vous pouvez aider à l'améliorer ou bien discuter des problèmes sur sa page de discussion.
- Il ne cite pas suffisamment ses sources. Vous pouvez indiquer les passages à sourcer avec {{référence nécessaire}} ou {{Référence souhaitée}}, et inclure les références utiles en les liant aux notes de bas de page. (Marqué depuis octobre 2022)
- Il a une forme trop académique, ce qui le fait ressembler trop à un cours ; une réécriture est nécessaire afin de satisfaire les standards de Wikipédia. (Marqué depuis octobre 2022)
- Son texte doit être wikifié : il ne correspond pas à la mise en forme Wikipédia (style, typographie, liens internes, liens entre les wikis, etc.). (Marqué depuis octobre 2022)
- Sa typographie ne respecte pas les conventions de Wikipédia. Vous pouvez solliciter de l’aide de l’Atelier typographique. (Marqué depuis octobre 2022)
- Son ton est trop lyrique ou dithyrambique. Le texte doit adopter un ton neutre et encyclopédique (aide). (Marqué depuis octobre 2022)
- Il comporte trop de citations, ou des citations trop longues, au point qu'elles peuvent contrevenir à l'un des principes fondateurs de Wikipédia. Pour l’améliorer, il convient, si ces citations présentent un intérêt encyclopédique et sont correctement sourcées, de les intégrer au corps du texte en les ramenant à une longueur plus raisonnable. (Marqué depuis octobre 2022)
- Il a besoin d'un nouveau plan. (Marqué depuis octobre 2022)

- Archive Wikiwix
- Bing
- Cairn
- DuckDuckGo
- E. Universalis
- Gallica
- Google
- G. Books
- G. News
- G. Scholar
- Persée
- Qwant
- (zh) Baidu
- (ru) Yandex
- (wd) trouver des œuvres sur Wikidata

Pour les articles homonymes, voir Indes occidentales.
Les « Indes occidentales françaises » désignent l'ensemble des territoires et des colonies françaises en Amérique, y compris dans les Caraïbes, et certaines îles de l'océan Pacifique au XVIIe siècle. 
Le nom « Indes occidentales françaises » est utilisé par Colbert en 1664 lorsqu'il impose la refonte de l'ancienne compagnie de négoce en Compagnie des Indes occidentales.
L'appellation « Indes occidentales » désignait, au temps du développement des empires coloniaux à l'Est et à l'Ouest, l'ensemble des territoires aux Amériques occupés par les conquistadores espagnols. Elle a survécu en tant que terme commercial, associé à une notion de « développement commercial »[pas clair], jusqu'à la fin du colonialisme dans les années 1950[Interprétation personnelle ?]. Le qualificatif « françaises » n'était pas couramment utilisé car cette précision ne concernait de fait que les acteurs internationaux[Lesquels ?] et les gestionnaires.
Pensant avoir fait le tour de la Terre jusqu'à l'Inde, les Espagnols appellent les terres qu'ils découvrent les « Indes », et leurs habitants les « Indiens ». L'appellation « Indes occidentales » apparaît une fois que les colons réalisent qu'ils se trouvent sur un continent non-exploré, par opposition aux Indes orientales que constituent alors les territoires non-africains en bordure de l'océan Indien, depuis l'Inde proprement dite jusque, par abus de langage et imprécision de la géographie, vers les abords du Japon[réf. souhaitée].

## Les Grandes Découvertes

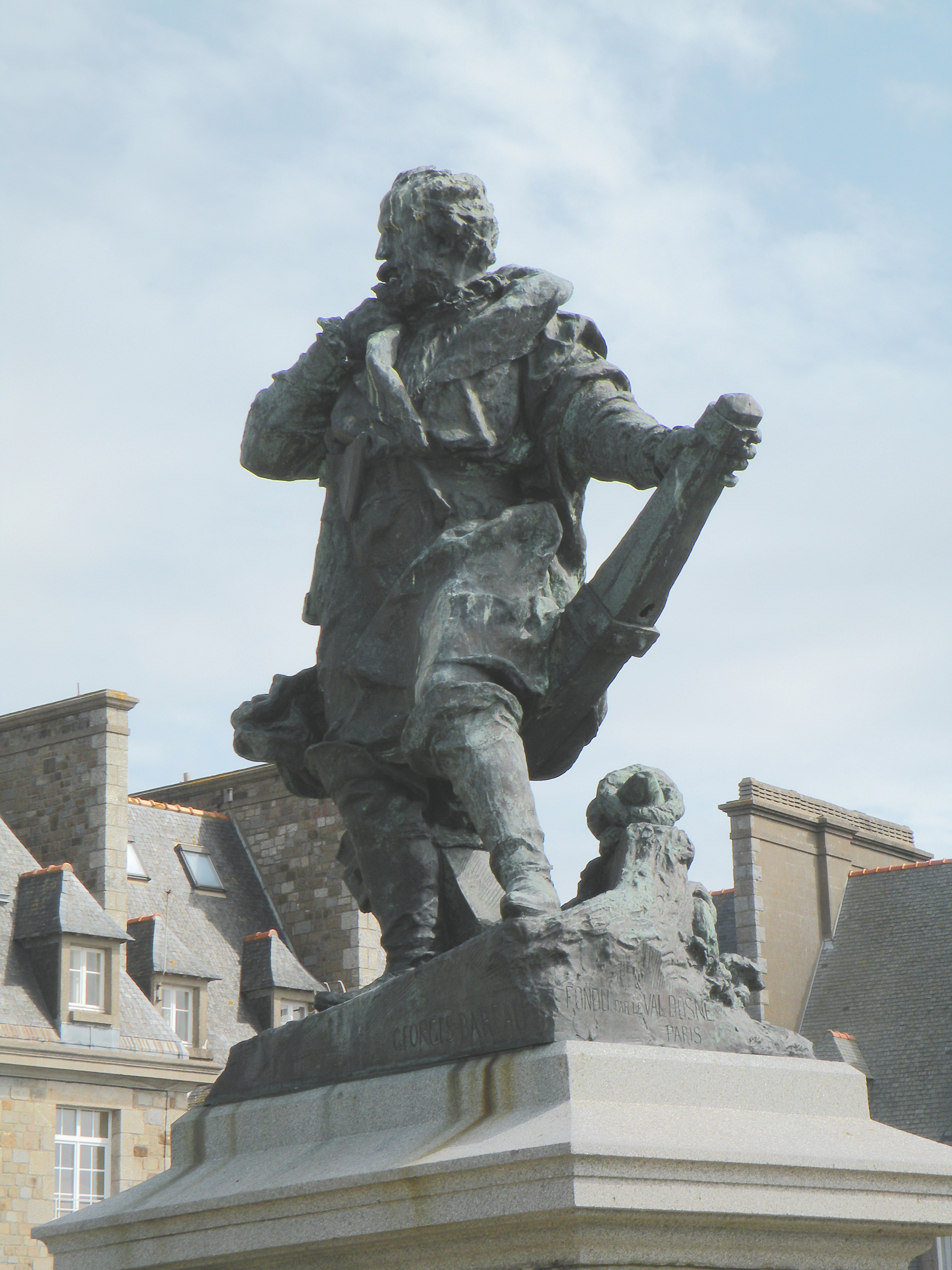
Statue de Jacques Cartier à Saint-Malo

### Explorations de Jacques Cartier
À la suite de l'exploration de Christophe Colomb dans les Indes occidentales de 1492 à 1504, les puissances européennes entrent en compétition dans les expéditions à travers l'Atlantique, dans le but de trouver de nouvelles routes commerciales. 
La France accuse un retard sur les puissances portugaise et espagnole, le Royaume de France étant retenu par les Guerres d'Italie. 
Vers 1530, François Ier, roi de France, décide d'entrer dans la course à la recherche d'une nouvelle voie d'eau donnant accès aux produits des Indes. Venise appuyait l'exploration. Avec l'invasion de Constantinople en 1453 par les Turcs ottomans, cette république avait perdu une importante voie d'accès aux Indes. Il lui fallait trouver un nouvel accès aux Indes. Pour la France, son explorateur devra venir de la Bretagne, en particulier de Saint-Malo, un port de marins et de pirates qui chaque année se rendaient faire d'abondantes pêches fort rentables aux abords des Indes occidentales, dans un endroit appelé les « Terres Neuves ». Sur le conseil d'un père abbé du Mont-Saint-Michel, le père Le Veneur, François Ier choisit le marin Jacques Cartier. Sa mission : tout comme Christophe Colomb, pénétrer les Indes occidentales et si possible trouver une voie menant aux Indes. Et surtout, y trouver les richesses tant espérées
Sous mandat de François Ier, Jacques Cartier entreprend en 1534 de trouver une voie vers les Indes. Natif de Saint-Malo, il est familier avec les Terres Neuves où les pêcheurs bretons viennent chaque année faire des prises fort avantageuses. Sa mission : trouver une voie vers les Indes.

### Jacques Cartier à Gaspé (1534)

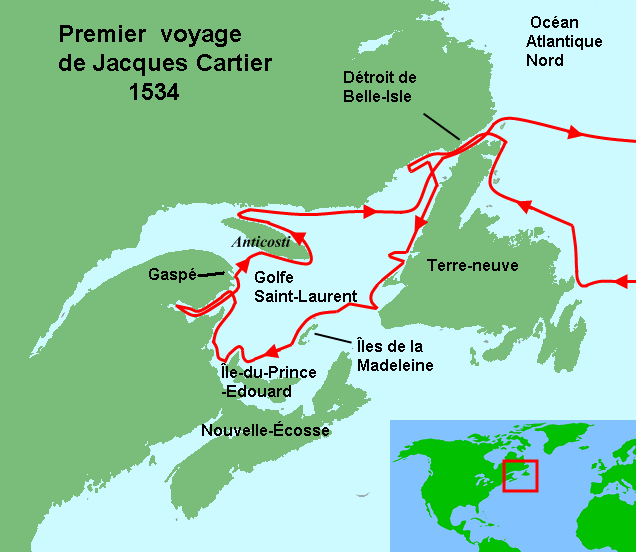
Carte du premier voyage de Jacques Cartier en 1534

Le 20 avril 1534, en compagnie d’une soixantaine de marins, Jacques Cartier quitte Saint-Malo. Parti le 20 avril 1534, il arrive au cap de Bonne-Viste (Bonavista) le 10 mai 1535. En quelque vingt jours, il touche les Terres-Neuves au cap Bona Vista, puis il longe la côte du Labrador jusqu’au havre Jacques-Cartier. Il côtoie quelques îles dont les Îles-de-la-Madeleine et la pointe nord de l’Île-du-Prince-Édouard. Il longe la côte nord du Nouveau-Brunswick et entre dans la baie des Chaleurs. Il y rencontre des Amérindiens.
Retenu une dizaine de jours à Gaspé, il entre en contact avec des Iroquoiens de Stadaconé (Québec) venus à la pêche. Il y plante une croix et prend possession du territoire. La saison étant avancée, il décide de retourner en France ramenant avec lui deux Indiens de Stadaconé, Domagaya et Taignoagny. Ils lui serviront de guides pour ses explorations futures. Par ce premier voyage, Cartier a découvert un nouveau pays, de nouveaux territoires de pêche et préparé la voie à la traite de la fourrure.

### Jacques Cartier à Hochelaga (1535-1536)

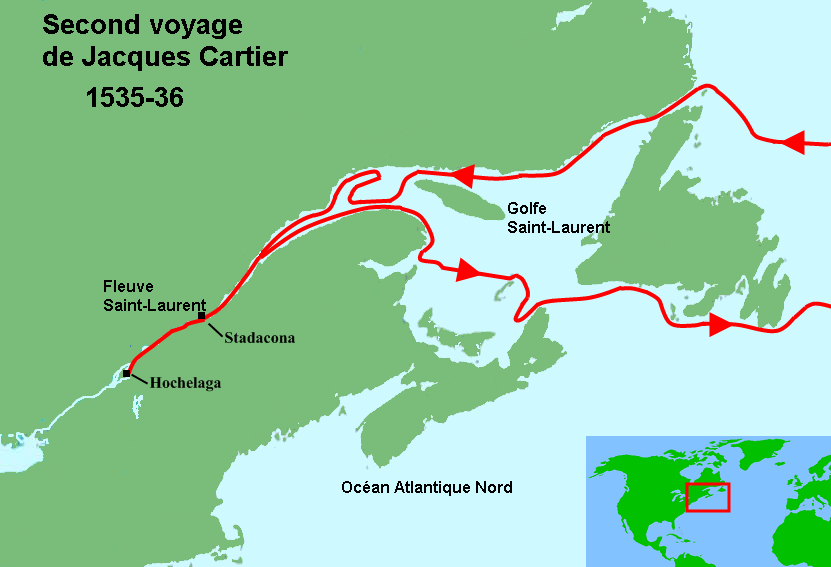
Carte du second voyage de Jacques Cartier en 1535-1536

Quittant Saint-Malo le 19 mai 1535 avec trois bateaux, la Grande Hermine, la Petite Hermine et l’Hémerillon, le navigateur accompagné de 110 hommes, des deux Iroquoiens enlevés l'année précédente à Gaspé entre dans le fleuve Saint-Laurent jusqu’à Stadaconé (Québec). Puis, il poursuit sa course à l'intérieur des Indes occidentales vers Hochelaga. Là, il sera arrêté par les 3 « saults » qui lui barrent la voie. Puis il entreprend la visite de Hochelaga, une visite qui demeure encore une aujourd'hui une mémorable page d'histoire du Canada.
Visite de Hochelaga - Le 19 septembre 1535, Cartier et sa troupe font voile à destination de Hochelaga. Arrivant au lac Saint-Pierre, l’eau peu profonde du lac lui barre la route. De plus, de nombreuses îles lui coupent le passage et « ne nous apparessoit aucun passage ni sortie ». Il y laisse l’Hémérillon et prend les barques.
Chemin faisant, les Amérindiens lui témoignent un joyeux accueil. La nouvelle de son arrivée à Hochelaga l’a précédé. Le 2 octobre 1535, il met pied à terre à proximité de Hochelaga. La nuit arrivée, il se retira avec ses hommes à bord de ses barques alors que la foule fêtent sur la berge « faisant toutes nuits plusieurs feux et danses, en disant à toutes heures, aguyase, qui signifie de leurs dire salut et joie ». Tôt, le lendemain matin du 3 octobre, avec ses gentilshommes et vingt mariniers, Cartier prend le chemin de Hochelaga sur une route « aussi battu qu’il soit possible de veoyr (voir) … plaine de chaisnes… toute la terre couverte de glan ». Parcourant ainsi deux lieues (environ six miles), Jacques Cartier peut enfin apercevoir Hochelaga entourée d’une montagne couverte de terres labourées pleines de blé.

« Et au parmy d’icelles champaignes, est scitué(e) et assise ladicte ville de Hochelaga, près et joignant vne montaigne, qui est, à l’entour d’icelle, labourée et fort fertille, de dessus laquelle on voyt fort loing. »

Jacques Cartier constate qu’une montagne entoure la bourgade. Il la baptise mont Royal. « Nous nommasmes icelle montaigne le mont Royal », ce en l’honneur de François Ier, roi de France de qui il tenait le mandat. Puis Cartier et sa troupe sont conduits sur l'une des trois collines de la montagne « distant dudict lieu d’un cart de lieue » (trois quarts de mile) de la montagne. « Nous nommasmes icelle montaigne le mont Royal. »
Retour de Hochelaga - La visite de Hochelaga terminée, Cartier et sa troupe reviennent à leur pied à terre, à Stadaconé pour hiverner. Mais Donnacona est furieux que Cartier soit allé à Hochelaga. Les Indiens se montrent menaçants. On n’ose plus sortir du fortin érigé à la hâte. L’hiver et ses quatre pieds de neige sont terribles pour nos Bretons bientôt en proie au scorbut. Sur cent dix hommes, vingt-cinq périssent et quinze seulement demeurent valides lorsque Jacques Cartier implore solennellement le Ciel par un vœu à Notre-Dame de Rocamadour. Il ne tarde pas à être exaucé, car les jours suivants des Indiens lui montrent un remède : « la tisane d’Anneda ». Il s’agit d’une infusion de feuilles de thuya ou cèdre blanc du Canada.
De retour à Saint-Malo, l'enthousiasme de Cartier n’en est pas pour autant amoindri. Il expose à François Ier les nombreux avantages que la France pourrait tirer en ces contrées lointaines outre l’évangélisation que l’Église pourrait y accomplir. En bon catholique, Cartier ose même exposer à son roi qu’il tolère trop facilement « ces méchants luthériens » qui mettent en cause l'autorité de Rome. Il lui cite alors comme modèle le catholique roi d’Espagne Charles Quint qui s’oppose aux revendications des Réformistes.

### Création d'une vice-royauté: France-Roy - Charlesbourg-Royal
À la suite de l'expédition de Jacques Cartier à Hochelaga en 1535, mais surtout en regard des immenses succès financiers remportés par Charles Quint plus au sud, dans les Indes occidentales (les Caraïbes), François Ier décide non seulement d'établir une première colonie (pour laquelle il a donné mandat à Jacques Cartier en 1540) mais de fonder une Vice-royauté pour laquelle il nomme un noble de sa cour, Jean-François de La Roque, sieur de Roberval. Il nomme cette royauté, celle du Canada et de Hochelaga, du nom des deux royaumes indiens, la royauté du Canada avec Stadaconé comme centre et la royauté de Hochelaga sis à la croisée des grandes voies de canotage alors en usage.
Jean-François de La Roque, Sieur de Roberval est réputé bon soldat et expert en fortifications. Il est également riche propriétaire foncier. Par le roi il est nommé Duc de Norembèque, un territoire des Indes occidentales aux limites indéfinies comprenant les royaumes du Canada et de Hochelaga. Premier projet de Jean-François de La Roque de Roberval : construire une escadre de quinze navires qu'il mènera sur les rives du fleuve Saint-Laurent.
Précédent le Sieur de Roberval, en 1541 Jacques Cartier revient au Canada avec 5 navires et quelque 400 hommes (le nombre est incertain). Arrivé à Stadaconé, Cartier décide de faire construire à environ quinze kilomètres de Québec (aujourd'hui Cap-Rouge) une habitation qu'il baptise Charlesbourg-Royal, en l'honneur du troisième fils du roi de France.

#### Charlesbourg-Royal

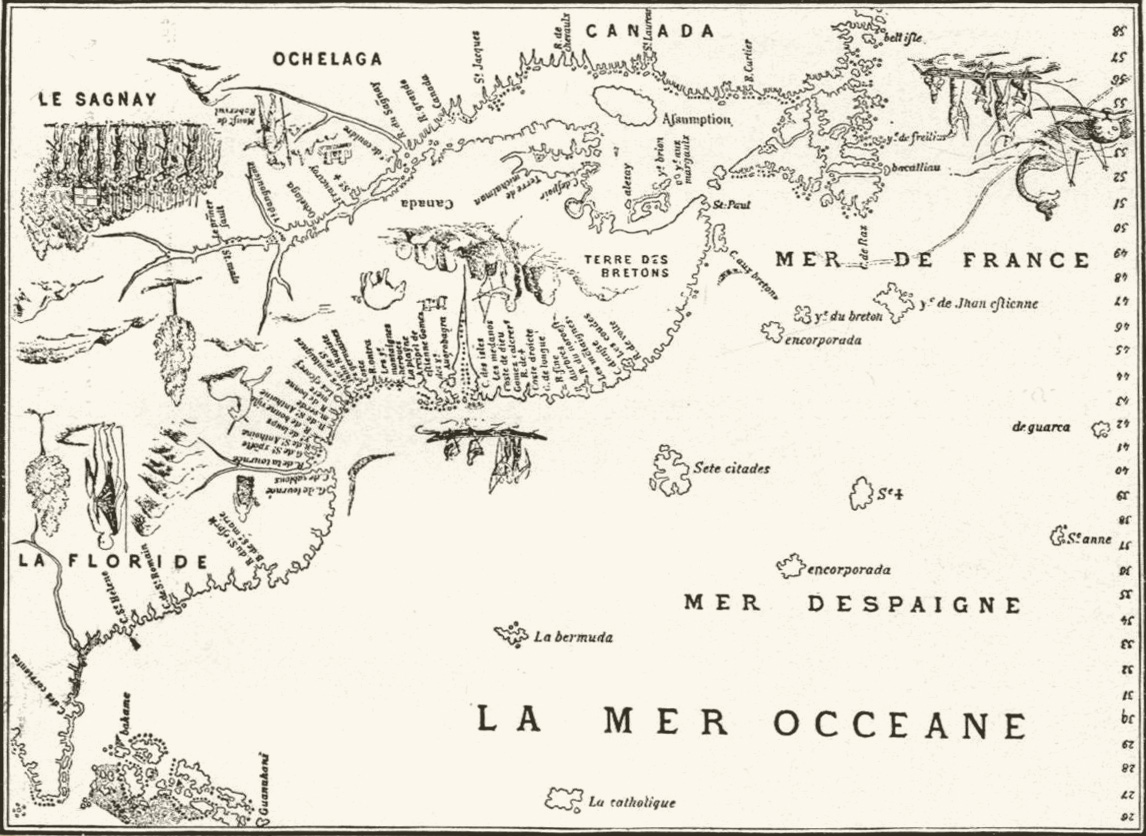
carte de 1543 montrant les terres explorées par Jacques Cartier

Le 23 août 1541, Jacques Cartier avec cinq navires et quelque 400 hommes (le nombre exact est inconnu) de tous métiers est de retour au Canada. Il délaisse le site de Sainte-Croix (ou Stadaconé) établi au cours du voyage précédent pour un nouvel établissement. Cet établissement sera celui aujourd'hui celui de Cap-Rouge. Il sait alors que la bourgade Hochelaga a été détruite par une expédition guerrière de sauvages de Stadaconé depuis son passage à cette bourgade en 1535. De cet établissement, Jacques Cartier projette d'entrer plus avant dans les Indes occidentales, en particulier de rejoindre le Saguenay dont lui avaient parlé les autochtones du pays.

##### Choix d'un nouveau site (Cap-Rouge)
« Jacques Cartier avec ses deux barques en amont de la rivière au-delà du Canada et du port de Sainte-Croix pour y voir un havre et une petite rivière qui est environ quatre lieues plus loin laquelle fut trouvée meilleure et plus commode pour y mettre ses navires. »
« Ladite rivière est petite et n'a pas plus de cinquante pas de large et les navires tirant trois brasses d'eau peuvent y entrer à marée haute, et à marée basse, il ne s'y trouve qu'un chenal d'un pied environ »
« L'entrée de cette rivière est vers le sud et va tournant vers le nord en serpentant et à l'entrée vers l'est de celle-ci, il y a un promontoire. »
Le site choisi se situe aujourd’hui à Cap-Rouge.

##### Fortification au sommet d'un promontoire
« Au sommet nous fîmes un fort pour la garde du fort qui était en bas, ainsi que des navires et de tout ce qui pouvait passer tant par le grand fleuve que par cette petite rivière. »
« Et au sur cette haute falaise, nous trouvâmes une bonne quantité de pierres que nous estimions être des diamants. »
« Et de l'autre côté de ladite montagne et au pied de celle-ci, qui vers la grand rivière, se trouve un belle mine du meilleur fer qui soit au monde »
« Et sur le bord de l'eau nous trouvâmes certaines feuilles d'un or fin et épaisses que l'ongle. »

##### Voyage vers le Saguenay
« Le capitaine (Jacques Cartier) ayant dépêché deux navires pour s'en retourner et porter les nouvelles, ainsi qu'en en avait commandement du Roi, et comme la construction du fort avait été commencée pour la sureté des victuailles et autres choses, il décida avec le vicomte de Beaupré et les autres gentilshommes, […] de faire un voyage avec deux barques […] pour aller à Hochelaga afin de voir et comprendre de laçon des saults d'eau qu'il y a à passer pour aller au Saguenay. »
Il sait alors que la bourgade Hochelaga a été détruite par une expédition guerrière de sauvages de Stadaconé depuis son passage à cette bourgade en 1535.

##### Retour de Jacques Cartier sur l'île du Mont Royal
Puis Cartier poursuit sa course vers Hochelaga. Le 7 septembre 1541, accompagné de Martin de Paimpontet et d'une suite, Jacques Cartier reprend son parcours vers l'ouest, espérant franchir les 3 saults qui lui avaient barré la route en 1535. En cours de route, il s'arrête un instant saluer le Seigneur de Hochelay. Ils discutent un instant de la bourgade Hochelaga, bourgade qui a été détruite depuis son passage à cette bourgade en 1535, ce par une expédition guerrière de sauvages de Stadaconé. Le 1er octobre 1541, il arrive au pied d'un saut, à deux lieues de Tutonaguy. Puis, avec 4 guides, il parvient au deuxième sault. À l'aide de bâtonnets, les Indiens lui signalent un troisième sault « qui est avant d'arriver au Saguenay. » qu'il ne peut franchir.
Arrêt pour saluer le seigneur de Hochelay
Ensemble, ils discutent un instant de la bourgade Hochelaga, bourgade qui a été détruite depuis son passage à cette bourgade en 1535.
« Et comme ils remontaient la rivière (le Saint-Laurent), le capitaine alla voir le seigneur de Hochelay dont la demeure est entre le Canada et Hochelaga, lequel dans le voyage précédent avait donné au capitaine une petite fille et l'avait à plusieurs reprises informé des trahisons… et désirs de tramer contre lui. » Il lui donna deux jeunes garçons, et lui laissa pour apprendre leur langue.
Arrivée au premier sault :
« et nous naviguâmes le onzième jour dudit mois (septembre) au premier salut d'eau qui est à la distance de deux lieues de la ville de Tutonaguy. Et après que nous fûmes arrivés en ce lieu, nous décidâmes d'aller plus loin avec l'une des barques que l'autre demeurerait à cet endroit… »
Visite d'un village au deuxième sault :
« Et après que nous eûmes fait connaître que nous allions vers les sauts et que nous désirions aller à Saguenay, quatre jeunes gens virent avec nous nous montrer le chemin…et nous vîmes à un autre village où demeurent de bonnes gens lesquels demeurent vis-à-vis le deuxième saut, qui nous apportèrent de leurs vivres… »
Troisième sault à six lieues du premier (environ 18 miles) :
« les gens de ce village nous montrèrent…. que nous étions au deuxième saut et qu'il n'y avait qu'un autre à passer…. et d'après leurs marques…il ne peut y avoir que six lieues par terre pour passer les sauts…et parce que la journée était avancée et que nous n'avions ni bu ni mangé… nous décidâmes de retourner à nos barques… »
La visite faite, il retourne à Charlesbourg-Royal. On ne sait ce qui s'est passé pendant l'hiver suivant, car le compte-rendu de l'exploration est brusquement interrompu. Par autres sources, en particulier par l'historien anglais Richard Hakluyt, on sait que la colonie fut frappée d'une nouvelle épidémie de scorbut et que les Iroquois tinrent l'établissement en constant état de siège, tuant plus de 35 Français. Cartier décide alors en juin 1542 d'abandonner les lieux, emportant avec lui les pierres et le minerai que l'on croit fort précieux.

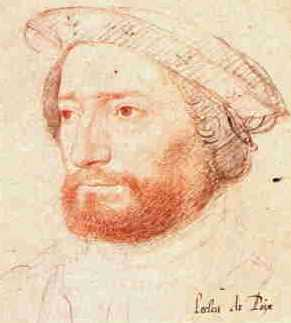
Portrait de Jean-François de la Roque de Roberval par Jean Clouet vers 1540

Au port de Saint-Jean à Terre-Neuve, Jacques Cartier rencontre Jean-François de La Rocque de Roberval, chef de l'expédition qui lui ordonne de le suivre à Canada. Croyant qu'il a à son bord quantité d'or et de diamants et ne voulant pas faire à nouveau face aux Indiens, Cartier contrevient à l'ordre de Roberval et en pleine nuit quitte pour la France. De retour en France, l'or et les diamants s'avèrent être faux. Pour sa part, Roberval se retrouve dépourvu de main-d’œuvre et d'hommes d'expérience.

#### France-Roy en 1542
Au mois de juillet 1542, le Sieur de Roberval arrive à Charlesbourg-Royal. Sans l'appui des quelque 400 colons de Jacques Cartier, Jean-François de La Rocque de Roberval parvient à Charlesbourg-Royal avec une équipe de 200 colons. L'expédition arrive à point pour récolter le blé semé l'année précédente par Jacques Cartier. Et telle est la fertilité du sol que Jean Alfonse, son maître navigateur, compte cent vingt grains par épi.
« Et toutes ces terres doivent être nommées LA NOUVELLE FRANCE, parce qu'elles sont en une mesme hauteur » que la mère patrie. La suggestion devait par la suite faire fortune. Les fortifications laissées par Cartier sont renforcées. La place est alors renommée FRANCE-ROY et le fleuve Saint-Laurent est baptisé FRANCE-PRIME.
Il sait alors que la bourgade Hochelaga a été détruite par une expédition guerrière de sauvages de Stadaconé depuis le passage de Jacques Cartier à cette bourgade en 1535. Il est accompagné de nombreux nobles retenus par le roi pour mener à bien le développement de la colonie : Monsieur Saine-Terre, lieutenant ; le capitaine Guinecourt ; Monsieur Noirefontaine ; Dieu Lamont Frote ; La Brosse ; François de Mire; la Salle et Royese et Jean Alphonse de Xaintoigne. Ces nobles et 200 personnes entre sur trois navires dans la rade de la rivière retenue par Jacques Cartier à Pont-Rouge.
Un hiver fort difficile
« Le 14 septembre 1542, le Sieur de Roberval renvoie en France deux navires qui avaient apporté ses effets…afin de donner avis au roi de revenir l'année suivante avec des victuailles et autres fournitures…Après le départ de ces deux navires, on délibéra sur ce qu'il fallait faire et de la manière qu'on passerait l'hiver dans cet endroit… Après examen des provisions et l'on trouva qu'elles seraient insuffisantes. On fit le partage, de manière que chacun n'avait que deux pains pesant chacune une livre, et une demi-livre de bœuf…Les sauvages nous apportèrent une grande quantité d'alosee qui sont des poissons presque aussi rouges que des saumons…À la fin plusieurs de nos gens trombèrent malades… et environ cinquante moururent. »
L'exploration vers Hochelaga et le Saguenay
« Le 5 juin 1543, le Sieur de Roberval, lieutenant général pour le Roi dans les pays de Canada, Saguenay et Hochelaga, prit son départ pour aller à ladite province de Saguenay. Mais à cause de quelques circonstances qui survirent, lesdites barques demeurèrent dans la rade… Et le mercredi suivant, vers les six heures du matin, les huit barques, grandes et petites, firent voile avec 70 personnes… Puis il y eut une barque de perdue et huit personnes furent noyées… »
De retour à France-Roy, le lieutenant-général, titre que François Ier lui conféré, a de la difficulté à maintenir le bon ordre. Un passage de Thevet le montre d'une sévérité toute calviniste. Il doit sévir. Les vivres diminuent rapidement et Roberval est contraint d'imposer le rationnement. Durant l'hiver, près de cinquante personnes meurent du scorbut. La décision de rapatrier tout le monde en France est alors prise. Les glaces commencent à fondre en avril.
Informé des problèmes de la colonie, François Ier donne à Paul d'Aussillon mission de retourner au Canada avec deux navires chargés de victuailles à destination de France-Roy. D'Aussillon arrive à la mi-juin, comme prévu, mais avec des lettres mandant « qu'on demeurât jusqu'à la veille de la Sainte-Madeleine, qui est le vingt-deuxième de juillet… » Au mois de septembre 1543, les survivants regagnent la France, mettant fin à l'entreprise.
Puis la suite relation de l'exploration du Sieur de Roberval se trouve perdue… Une déconfiture planifiée ? Plusieurs indices donnent à penser que des milieux occultes concoururent à l'avortement de ce grand effort à doter les « Indes occidentales » d'une colonie française. Contrairement à Jacques Cartier, bon catholique romain, Jean-François La Rocque, Sieur de Roberval était de religion protestante. D'ailleurs il était de religion protestante comme nombre de nobles, de gens instruits et de commerçants de son époque. Il mourra assassiné avec d'autres protestants en 1560 à Paris (près de l'église des Innocents).

## En 1556, Venise rapporte l'exploration de Jacques Cartier à Hochelaga
L'exploration de Cartier aux Indes occidentales ne passa pas inaperçue à Venise, en particulier auprès de Giovanni Battista Ramusio, homme d'État de Venise et secrétaire du Conseil des Dix. Ce dirigeant politique de la Sérénissime avait fait de la question de la découverte des terres inconnues, l'œuvre de sa vie. Diplomate de carrière, sa fonction d'ambassadeur l'avait introduit auprès de nombreux pays d'Europe. Il était sensibilisé depuis fort longtemps, à la grande question de l'heure, celle des découvertes. Il avait sept ans d'âge lorsque le Génois Christophe Colomb était parvenu en 1492 aux Indes occidentales. Ses voyages et sa carrière dans l’administration publique de Venise l'invitait à s'intéresser activement aux explorations des terres inconnues. D'autant plus que Venise était aux prises avec un grave problème d'accès aux Indes. Car depuis 1453, les Turcs ottomans s'étaient emparés de Constantinople.
En France, Louis XII avait désiré un instant le retenir. De retour dans son pays, en 1533 il avait été nommé au poste de secrétaire du Sénat de Venise, ce au redouté et fort important Conseil des Dix de la Sérénissime. Rendu à la fin de sa carrière, Giovanni Battista Ramusio décida de publier les récits de ces explorateurs qui risquaient leur vie à la découverte des mondes inconnus. Afin d'analyser correctement les récits qui lui parvenaient, il leur appliqua des notions encore alors inconnues en géographie, en mathématique, en anthropologie et autres. Grâce à sa formation et à son expérience, Ramusio devint à cette époque le catalyseur d’une conception nouvelle d’évaluation des récits des découvreurs et des mondes inconnus visités.
À cette question d'accès aux Indes qui confrontait Venise s'ajoutait celle des peuples inconnus. Qui et quoi habitaient ces mondes inconnus ? Quelles étaient leurs us et coutumes ? Des explorateurs parcouraient le monde rapportant des choses les plus bizarres, les plus invraisemblables.
Il publia ces récits, quelque cinquante, dans une œuvre de grande envergure éditée en trois tomes intitulée Delle Navigationi et Viaggi. Encore aujourd'hui, l’envergure de cette œuvre est des plus surprenantes.
Le troisième volume de cette œuvre Delle Navigationi et Viaggi fut publié en 1556. Ce volume contient le récit des deux voyages de Jacques Cartier au-delà des Terres Neuves : la première expédition de Cartier en Nouvelle-France, à Gaspé en 1534 et la seconde expédition de Cartier à Hochelaga en 1535. Ce volume renferme de plus les récits de plusieurs autres explorateurs, Cortez, Verrazano, et autres de même que quatre exposés par Ramusio lui-même sur la nature des explorations.
Ce troisième volume est un document historique de première importance qui aujourd'hui nous instruit sur l'esprit des découvertes du XVIe siècle. Il constitue pour Montréal, le Québec et le Canada une richesse patrimoniale de première importance.
En rapportant l'exploration de Jacques Cartier à Hochelaga, Giovanni Battista Ramusio fit mieux que fit Cartier dans le mémoire qu’il avait remis quelques années plus tôt au roi de France, François Ier. Au Brief Recit, Ramusio ajouta un admirable plan, le plan La Terra de Hochelaga par lequel il illustra la venue de Jacques Cartier à Hochelaga, bourgade sise dans le mont Royal. Plus encore, Ramusio reproduisit les collines du mont Royal.

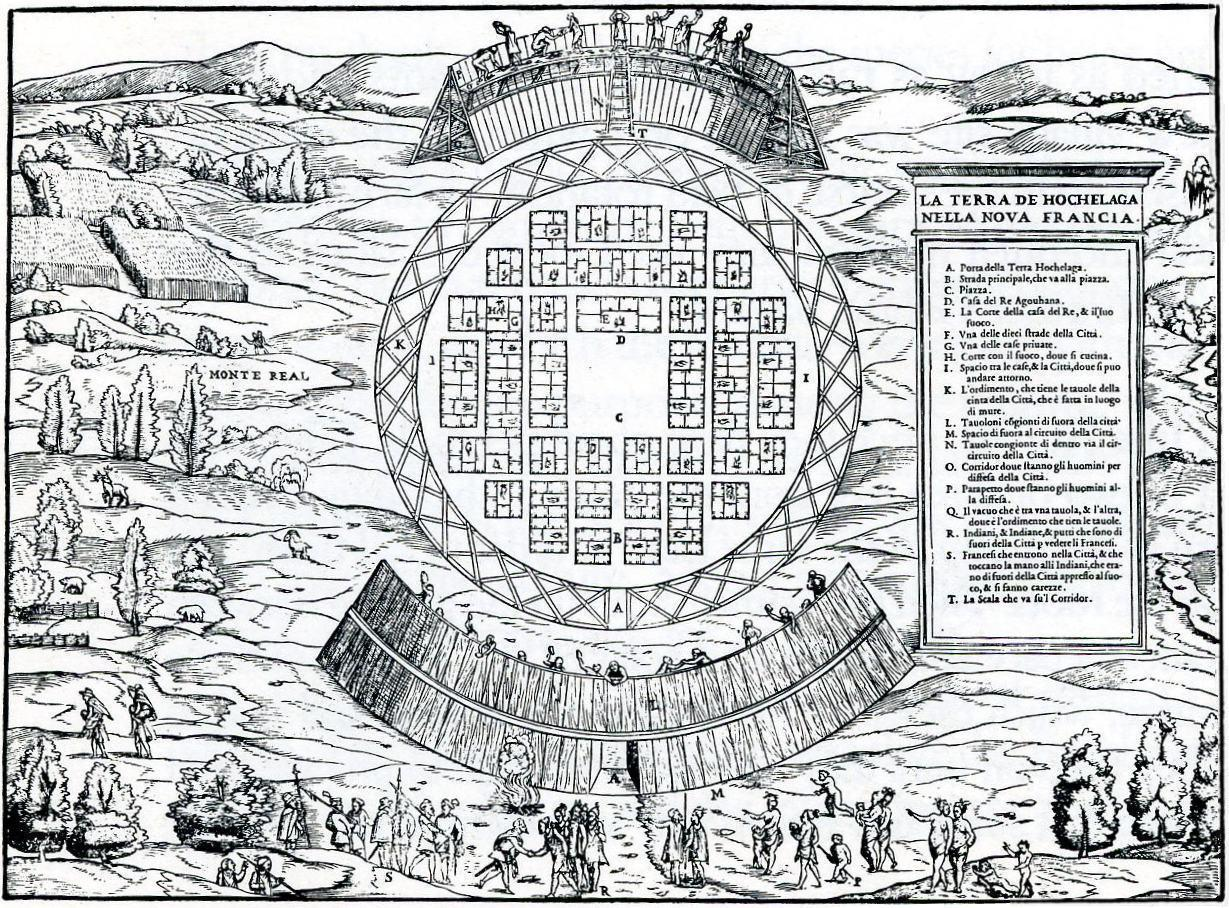
La Terra de Hochelaga (publié à Venise par Ramusio)

Ce plan La Terra de Hochelaga fut édité par trois fois, initialement en 1556, puis en 1565 et finalement en 1606, soit deux ans avant la fondation de Québec par Samuel de Champlain.

### Reproduction exacte du profil du Mont Royal
Une analyse du plan La Terra de Hochelaga révèle sa très haute conformité avec le Brief Recit que Jacques Cartier avait remis à François Ier en 1545. Mais aussi, la chose est surprenante avec le profil des 3 collines du présent Mont Royal. C’est particulièrement aux indications fournies par ce plan de Venise que l’on peut aujourd’hui affirmer que la bourgade Hochelaga était sise dans la cuvette du Mont Royal.

#### Conformité avec le Brief Recit (1545)
En 1545, Jacques Cartier remettait à François Ier le mémoire de son exploration effectuée dans les Indes occidentales au cours des années 1535 et 1536. Ce mémoire détaillait en particulier sa venue à Hochelaga. Il décrivit alors que la bourgade était circulaire, qu'elle contenait 50 maisons, que des champs cultivés et que de plus la bourgade était entourée des collines, etc. Puis il décrivit sa monté sur la montagne où il nomma cette montagne mont Royal. Sur laquelle des trois collines Jacques Cartier était alors monté? On ne sait pas.
Une vérification du plan La Terra de Hochelaga révèle que Venise reproduisit fidèlement la description que Jacques Cartier avait transmise à son roi. Elle illustra une bourgade circulaire entourée de collines, composée de 50 maisons, y montra des champs cultivés, etc. Le tout dessiné à l'européenne car ignorante tout des us et coutumes des habitants de cette bourgade sise dans les Indes occidentales. Ceci n'empêcha pas le président WD. Ligthall du musée McCord de déclarer ce plan de faux car non ethnographiquement conforme à la réalité du lieu.

#### Reproduction des trois collines du présent Mont Royal
Chose doublement surprenante, une analyse du profil des collines montrées au plan révèle qu'il est conforme au présent profil du mont Royal, une montagne composée de trois collines. Force de conclure que l'information reçue de la France provenant du mémoire le Brief Recit était très détaillé et ne pouvait provenir que de relevés effectués par Jacques Cartier lors de sa venue à Hochelaga.
La colline la plus élevée était appelée par le passé la GROSSE MONTAGNE. Elle est habituellement vue comme étant le mont Royal. Elle n'est en fait qu'une des trois collines composant le mont Royal. Son élévation est 234 mètres au-dessus du niveau de la mer. Bien qu'elle soit la plus importante des collines, elle n'est en fait qu'une des trois collines du mont Royal. Elle est facilement aperçue du centre-ville de Montréal et de l’est de la ville. Sur ses pentes se trouve le parc Mont-Royal. Ce parc est dominé par la croix du mont Royal à proximité de laquelle sont érigées deux antennes de radio. C'est aussi dans ce parc que se trouve le Grand Chalet de la montagne et le belvédère Camillien-Houde. Le plan La Terra de Hochelaga publié par G.B. Ramusio en 1556 met en évidence la présence de cette colline dominante. Cette colline apparaît à gauche de l'illustration au-dessus des mots MONTE REAL, mots qui ont contribué à la naissance du toponyme Montréal.
La seconde colline appelée la Petite Montagne (ou mont Westmount), occupe le flanc ouest du mont Royal. Elle se trouve sur le territoire de la ville de Westmount. Son élévation est 202 mètres au-dessus du niveau de la mer. Cette colline est presque totalement couverte de luxueuses résidences, la majorité construites au début du dernier siècle. Sur le versant nord de cette colline se dresse l’oratoire Saint-Joseph. Au plan La Terra de Hochelaga, elle apparaît immédiatement à droite de la bourgade Hochelaga.
La troisième colline, le Pain de Sucre (ou mont Outremont) constitue la limite nord du mont Royal. Cette colline est quelque peu détachée du massif principal. Son élévation est 216 mètres au-dessus du niveau de la mer. Elle se situe sur le territoire de la ville d’Outremont. Sur son flanc nord est implantée l'Université de Montréal. Au plan La Terra de Hochelaga, cette colline apparaît à droite de l'illustration.
Jacques Cartier fut frappé par le site grandiose occupé par la bourgade Hochelaga. Sise dans la cuvette du mont Royal, la bourgade était encerclée de trois collines: la Grosse Montagne (à tort appelée Mont-Royal), la Petite Montagne (ou mont Westmount) et le Pain de Sucre (ou mont Outremont). Ramusio à son plan La Terra de Hochelaga confirmera la chose, 21 ans plus tard.
À la fin du XXe siècle, les autorités anglaises de Montréal, en l’occurrence le président du musée McCord WD. Lighthall, déclarèrent ce plan un faux plan. La raison : ce plan contredisait l’affirmation erronée par laquelle la bourgade Hochelaga était sise au site Dawson d’où des artefacts amérindiens venaient d’être trouvés.

## La période de transition 1543 à 1603

### Tragédie des guerres de religion
À la suite de ces premiers efforts de colonisation, il s'écoulera un demi-siècle avant que ne s'organisent d'autres entreprises de colonisation du Canada. De 1562 à 1598, la France s'égarera dans les convulsions internes des guerres de religion. Contestant la pratique du culte promu par Rome, la Réforme génèrera une controverse politique qui déchirera la France.
En 1589 vient au pouvoir le « Roi de la Paix », Henri IV. La royauté retrouve finalement légitimité et autorité. Protestant converti au catholicisme, le nouveau souverain Henri IV reconnaîtra aux protestants une existence légale et la liberté du culte. Il sera assassiné le 14 mai 1610.

### La France profite de la découverte de Jacques Cartier
À la suite de la découverte de Jacques Cartier, les explorateurs français entreprirent de commercer avec les Amérindiens. De plus, les pêcheurs français et anglais habituellement présents au large des Terres Neuves, territoire de pêche souvent disputés, firent de même. Ils dirigèrent leur activité vers les côtes de la Nouvelle-Écosse et celles du golfe du Saint Laurent. Par la suite, lorsque les guerres entre l'Angleterre et l'Espagne provoquèrent le déclin des pêcheries espagnoles, un nouveau marché de la morue séchée s'ouvrit aux Français. Les contacts avec les Amérindiens se multiplièrent. Comme on ne pouvait faire sécher la morue que sur terre, les contacts s'accrurent. Ainsi l'archiviste Biggar lors des nombreuses études faites des débuts de la Nouvelle-France, souligna la présence dès 1539 de navires français à l'île du Cap Breton faisant le commerce des fourrures. Soit peu de temps après la venue de Cartier au Mont Royal en 1535. Suivirent les Basques français chassant la baleine et le morse aux îles de la Madeleine à la fin du siècle. À partir de 1580, les Européens s'intéressèrent davantage au commerce de la fourrure de castor, ce à la suite d'une demande accrue par les bourgeois d'Europe occidentale pour les chapeaux de feutre de castor. Les meilleures fourrures étaient celles piégées en hiver. Il faut savoir que la viande de castor contient un très grand nombre de calories utiles à l'énergie dépensée par les Amérindiens pour le piégeage. La forte demande en peaux de castor profita également aux Amérindiens.
Ainsi, après 1540, un nombre considérable de navires envahissent le golfe et le fleuve Saint-Laurent. Tadoussac devient le premier lieu de traite. Le troc des peaux devient tellement important que vers 1588, de riches commerçants sollicite un monopole. Pierre de Chauvin dépêche jusqu'à quatre navires dans le golfe. Pont-Gravé se rend jusqu'à Trois-Rivières pour troquer ses marchandises rapportées de France contre des fourrures. Champlain affirme que des navigateurs et commerçants viennent régulièrement en Canada. Il pense que d'autres venaient déjà bien avant 1550 pour commercer avec les Amérindiens. Tout au cours du XVIe siècle les pêcheries françaises s'étendent le long des côtes de la Nouvelle Écosse jusqu'au Maine. Mais ce sont aussi les pirates français, revenant de Floride et des Caraïbes, qui sillonnent les côtes et s'enrichissent.

### Les coureurs des bois et la traite de la fourrure
À la suite de la venue de Jacques Cartier à Hochelaga, les commerçants comprirent très tôt que plutôt d'attendre que les nations indiennes viennent à eux, il était de leur intérêt d'aller à eux, de se faire coureur des bois, et d'aller chercher eux-mêmes la précieuse marchandise chez les Indiens. Ils appelèrent ces territoires « les pays d'en haut ». Suivirent alors tous ceux pour qui ce nouveau pays représentait un défi à relever et des opportunités d'affaires à cultiver.
Ce nouveau phénomène fut aidé par les grandes distances que ces coureurs des bois pouvaient parcourir en peu de temps : quelque 70 km par jour. Leur nourriture était frugale : une pinte de maïs et une once de gras par jour. Chose prévisible: plusieurs adoptèrent le mode de vie des Amérindiens. En 1680, l'intendant Duchesneau estima à 800 le nombre des coureurs des bois. Pour l’exploration des territoires inconnus et les grandes distances, le canot s’avéra le moyen de transport indispensable. Grâce au canot, Des Groseillers, Radisson, Nicollet, Jolliet, Marquette et tous les autres pénétrèrent toujours plus avant à l'intérieur des Indes occidentales, à la fois pour le bénéfice du commerce des fourrures et la recherche de la mer de l’Ouest sise pour plusieurs à pas très loin.

## En 1603, Samuel de Champlain au Sault-au-Récollet

### Samuel de Champlain rappelle Jacques Cartier
Dans l’introduction de son 5e volume, Samuel de Champlain nous informe que :

« ledit Cartier alla jusques à un lieu qui s’appeloit de son temps Ochelaga, et qui maintenant s’appelle Grand Sault saint Louis, lesquels lieux estoient habitez de Sauvages, qui estans sedentaires, cultivoient les terres. Ce qu’ils ne font à present, à cause des guerres qui les ont fait retirer dans le profond des terres »

Puis Champlain continue :

« ledit Cartier ayan recognu, selon son rapport, la difficulté de pouvoir passer les Sauts, et comme estant impossible, s'en retourna où estoient ses vaisseaux… hyverner en la riviere Saincte Croix, où maintenant les Pere Jesuites ont leur demeure. »

### Entente avec les Algonquins

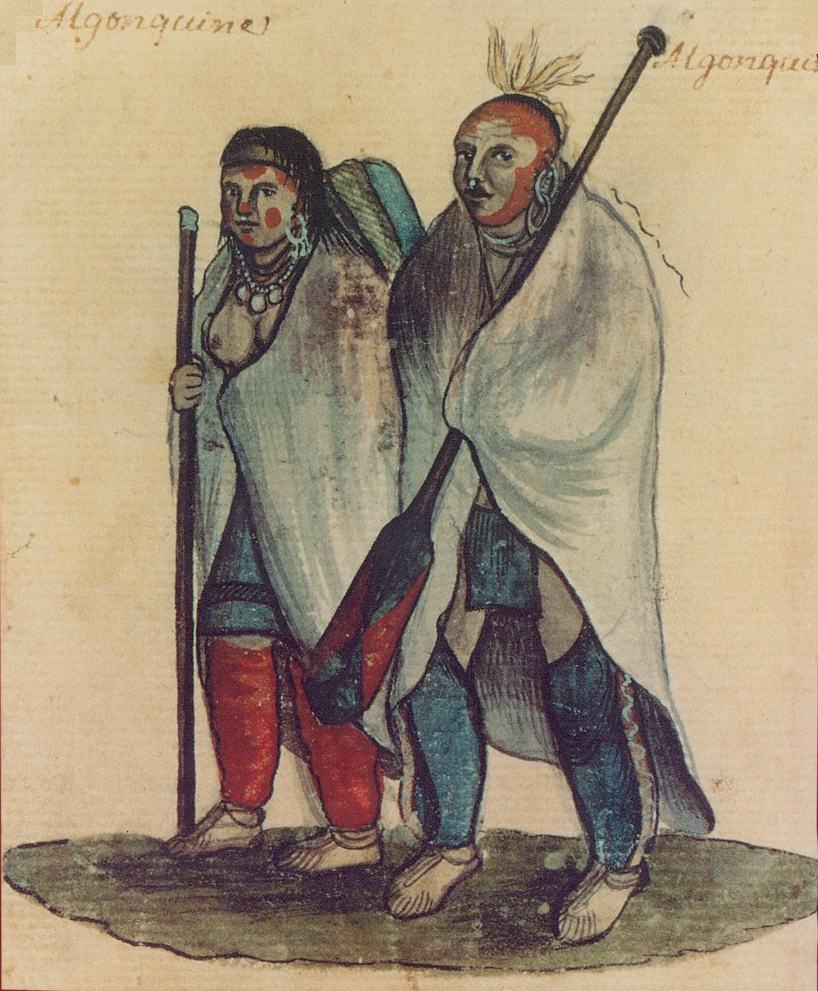
couple d'Algonquins (image du XVIIIe siècle)

Au printemps 1603, François Gravé, sieur du Pont débarque en Nouvelle-France accompagné d'un géographe, Samuel de Champlain sous mandat de Aymar de Chaste, gouverneur de Dieppe et titulaire du monopole commercial de la Nouvelle-France (le sieur Chauvin de Normandie était décédé quelque temps auparavant). Ils viennent en observateur sur volonté royale. De Chaste avait demandé à Pont-Gravé de recevoir Champlain (alors connu comme géographe) en son vaisseau et lui faire connaître ces lieux. Ils parviennent à Tadoussac le 24 mai 1603. Le 27 mai, Champlain traversent l'embouchure du Saguenay et descendent à la Pointe aux Alouettes. Non loin de là se trouve la cabane du grand chef algonquin Anadabijou. Ils lui rendent visite.
Ce dernier est alors en plein festin, au milieu d'une centaine de guerriers. Il accueille les nouveaux arrivants. Un conseil amérindien se réunit aussitôt. Champlain dévisage curieusement ces autochtones qu'il découvre. L'un des Amérindiens qui accompagne Champlain et qui revient de France, se lève et parle amplement du pays qu'il a visité. Il raconte l'entrevue qu'il a eue avec Henri IV roi de France. Il explique que le roi voulait du bien à tous les Algonquins et désirait peupler leur terre. Pendant ce temps le calumet circule. Samuel de Champlain et Pont-Gravé aspirent à leur tour de grandes bouffées de fumée d'herbes. Le conseil se termine. Mais ni Champlain, ni Pont-Gravé ne se doutent que la politique qui vient de s'élaborer dominera le siècle tout entier qui s'ouvre. C'est ici que les guerres iroquoises viennent de se décider. Elles séviront jusqu'à la Grande Paix de Montréal en 1701. La rencontre fatidique faite, le 18 juin 1603, ils quittent pour le Grand Sault Saint-Louis.

### La rivière des Prairies, voie d’entrée de Samuel de Champlain
Samuel de Champlain fit plusieurs visites à Montréal qu’il appela alors « le Sault » ou encore « Le Sault Saint-Louis » et encore parfois la « Mission Saint-Louis ». Il visita une première fois l’île en 1603 à titre de géographe assistant de François Gravé, sieur du Pont lequel était le chef d’expédition. Bien que sa description générale de la configuration des lieux laisse à désirer, son arrivée au SAULT est surprenante et nous permet de reconnaître l’endroit où alors il se trouvait. Il nous informe :

« nous arrivasmes cedict jour à l'entrée du sault…et rencontrâmes une isle qui est presque au milieu de laditte entrée… d'un quart de lieuë de long….où il n'y a que trois à quatre ou cinq pieds d'eau, et aucune(s) fois une brasse ou deux… et tout à coup n'en trouvions que trois ou quatre pieds…Du commencement de la dite isle qui est au milieu de laditte entrée, l'eau commence à venir en grande force. »

Cette description nous permet d’entrevoir où Samuel de Champlain se trouvait alors : à l’île de la Visitation. Puis approchant le Sault Saint-Louis que Jacques Cartier n’avait pu franchir, le 2 octobre 1535, il nous informe que :
« Venant à approcher dudict Sault avecq nostre petit esquif et le canot, je vous assure que jamais je n’ai vu un torrent d’eau desborder avec une telle impétuosité … n’étant que d’une brasse ou de deux, et au plus de trois. »
Remarquons ici que Jacques Cartier dans son récit nous informe que trois saults d’échelonnaient d’une distance de quelque six lieues. Samuel de Champlain pour sa part nous informe dans son reportage d'une longueur de trois ou quatre lieues.

« Nous fumes par terre dans les bois, pour en veoir la fin, …où l’on ne voit plus de rochers, ny de saults…. et ce courant contient quelque trois ou quatre lieuës. »

Ce disant, Samuel de Champlain confirmait ce que les visiteurs précédents dont Jacques Cartier, Jacques Noël et d’autres avaient confirmés.
Notons ici que compte tenu de l’époque durant laquelle ces découvertes furent faites, une époque où la notion de distance n’avait pas de valeur précise (bien que plusieurs auteurs attribuent une longueur de 3 milles à une lieue) les distances mentionnées sont d’un même ordre de grandeur. Ajoutons de plus que les caractéristiques topographiques d'un site peuvent grandement changer avec le temps, en particulier celles d'une rivière.

### Exploration du l'île du Mont Royal

#### Recherche d’un site pour une colonie à la rivière des Prairies
Tout comme à Québec où Samuel de Champlain avait fait construire une habitation, il désirait devoir éventuellement en faire autant à quelque part le long de la rivière des Prairies. Soit près de l'un ou l'autre des saults qu'il mentionne dans ses écrits : le Sault, le Saut Saint-Louis, le Grand Sault. Aussi sans nous dire précisément son intention lorsqu'il quitta Québec pour Montréal, l'on peut deviner qu'un de ses projets était d'identifier quelque part sur l'île du Mont Royal un site propre à la construction d'une habitation et/ou d'une colonie. Arrivant à la rivière des Prairies le 28 mai 1611, il nous informe :

« Ce mesme jour je partis de Quebecq, et arrivay audit grand saut le vingthuitiesme de May, où je ne trouvay aucune des sauvages ….après avoir visité d'un costé et d'autre, tant dans les bois que le long du rivage, pour trouver un lieu propre pour la scituation d'une habitation, et y preparer une place pour bastir, je fis quelque huit lieues par terre cottoyant le grand saut par des bois qui sont assez clairs, et fus jusques à une lac où nostre sauvage me mena ; où je consideray fort particulièrement le pays. »

Samuel de Champlain termine finalement son récit de recherche d'un site sis soit le long de la rivière des Prairies, soit ailleurs en nous informant qu'après avoir parcouru quelque huit lieues, il aboutit au fleuve Saint-Laurent où il trouva à l'embouchure d'une petite rivière (i.e. la rivière Saint-Pierre aujourd'hui disparue) un site propre à des habitations, un site qu'il nomma Place Royale.

#### Grande traversée de l’île du Mont Royal
L’un des mandats dont Samuel de Champlain devait s’acquitter était de celui de trouver dans la région de Montréal, peut-être au Sault Saint-Louis ou à quelque autre endroit sis sur cette rivière des Prairies, le site d’une future colonie. Il nous informe qu’il visita divers lieux le long de cette rivière, ce jusqu’au moment il entreprit en 1611 de traverser l’île et de marcher quelque 18 milles pour finalement aboutir dans ce qui est aujourd’hui le Vieux-Montréal.

« Après avoir visité d’un costé et d’autre, tant dans les bois, que le long du rivage, pour trouver un lieu propre pour la scituation d’une habitation, et y preparer une place pour y bastir, je cheminay 8. lieuës par terre costoyant le grand sault par les bois qui sont assez clairs, et je fus jusques à un lac, où notre sauvage me mena. »

Samuel de Champlain venait d’identifier le site d’une nouvelle habitation, d’une nouvelle colonie à laquelle son supérieur, le duc de Ventadour, vice-roi de la Nouvelle-France (et également dirigeant de la société secrète, la Compagnie du Saint-Sacrement de l’Autel) portait grande attention. Là son attention fut retenue par la présence d’un petit endroit à l’entrée d’une rivière, une rivière connue par la suite sous le nom de rivière Saint-Pierre. Il nomma cette place, place Royale.
« Mais en tout ce que je veis, je n'en trouvay point de lieu plus propre qu’un petit endroit, qui est jusques où les barques et chaloupes peuvent monter aisément, …. avons nommé la Place royale, à une lieuë du Mont Royal. » C'est à cet endroit que sera trente ans plus tard construite la colonie de Ville-Marie.

#### Première messe dite sur l'île de Montréal (1615)
La première messe sur l'ile de Montréal le 24 juin 1615.
La première messe célébrée sur l'île de Montréal eut lieu le 24 juin 1615 à la rivière des Prairies, par le père Denis Jamet assisté du père Joseph Le Caron. En commémoration de cette première messe, la ville de Montréal fit ériger en 1915 au milieu du parc Nicolas Viel une stèle en granit surmontée d'une croix. L'une des faces de cette stèle rappelle cette première messe célébrée à Montréal le 24 juin 1615, sur la rive de la rivière des Prairies, par le père Denis Jamet. L'autre face rappelle le souvenir du père Viel et de son protégé, Ahuntsic.
Cette stèle du sculpteur J.-C. Picher fut l'œuvre de la Société Saint-Jean-Baptiste de Montréal. De plus, le visiteur pourra prendre connaissance de la magnifique toile du peintre Georges Delfosse à la cathédrale Marie-Reine du Monde, rue René-Lévesque à Montréal dont l'illustration est tirée.
Au sujet de cette première messe dite sur l'île du Mont Royal, Samuel de Champlain déclare :

« et le jour suivant, je party de là pour retourner à la rivière des Prairies, où estant avec deux canaux de Sauvages, je fis rencontre du père Joseph, qui retournoit à notre habitation, avec quelques ornements d'Église pour celebrer le saintc Sacrifice de la messe, qui fut chantee sur le bord de ladite riviere avec toute devotion, par le Reverend Pere Denis, et Pere Joseph, devant tous ces peuples qui estoient en admiration, de voir les ceremonies dont on fait et des ornements qui leur sembloient si beaux, comme chose qu'ils n'avoient jamais veuë: car c'estoient les premiers qui ont celebré la Saincte Messe. »

#### Tragédie du Sault-au-Récollet (1625)
Noyade de Nicolas Viel et son protégé Ahuntsic (Auuntsic).
Samuel de Champlain malgré le nombre de ses écrits ne décrit pas ce qu'on sait aujourd'hui être la tragédie de Nicolas Viel, ce Récollet qui se noya au Sault-au-Récollet. Pour mieux connaître cet incident, nous nous reporterons au mémoire que nous a laissé Pierre-François-Xavier Charlevoix. Il décrit ainsi la tragédie :
« Le père Nicolas Viel après avoir demeuré près de deux ans chez les Hurons, eut envie de faire un tour à Québec, pour y passer quelque temps dans la retraite. Des Sauvages, qui se disposaient à faire le même voyage, lui offrirent une place dans leur Canot, et il l’accepta. Ils suivirent la rivière qui sépare l’Isle de Montreal de celle de Jesus, et qu’on appelle communément la rivière des Prairies. Et au milieu de cette rivière il y a un Rapide, que les Sauvages, au lieu de mettre à terre et de faire ce qu’on appelle un portage, voulurent sauter avec un canot. Soit qu’ils eussent pris mal leurs mesures, soit qu’ils le fissent exprès, le Canot tourna; le Pere Viel et un jeune Neophyte, qui l’accompagnoit, se noyérent. Et c’est cet accident qui a fait donner au Rapide le nom de Sault-au-Recollet, qu’il porte encore ».
Et Charlevoix termine son récit en ajoutant qu’alors les Hurons se sauvèrent. Et puisque ces Hurons étaient apparus mal disposés envers le récollet Viel, on eut de graves soupçons envers eux. Certains ajoutèrent que la chose avait été intentionnelle et planifiée. D’autant plus que les bagages du père Viel avaient été saisis par « ces Barbares ». L’incident eut pour effet qu’à Trois-Rivières, les pères Baillon et Brébeuf différèrent à plus tard des voyages qu’ils désiraient entreprendre vers le pays des Hurons. Cette mort tragique du père Viel retardera quelque peu l'arrivée des jésuites qui s'apprêtaient alors à venir prêter main-forte aux Récollets en Huronie.

## En 1613, 1615 et 1616, Samuel de Champlain aux Indes occidentales

### Première exploration (1613)

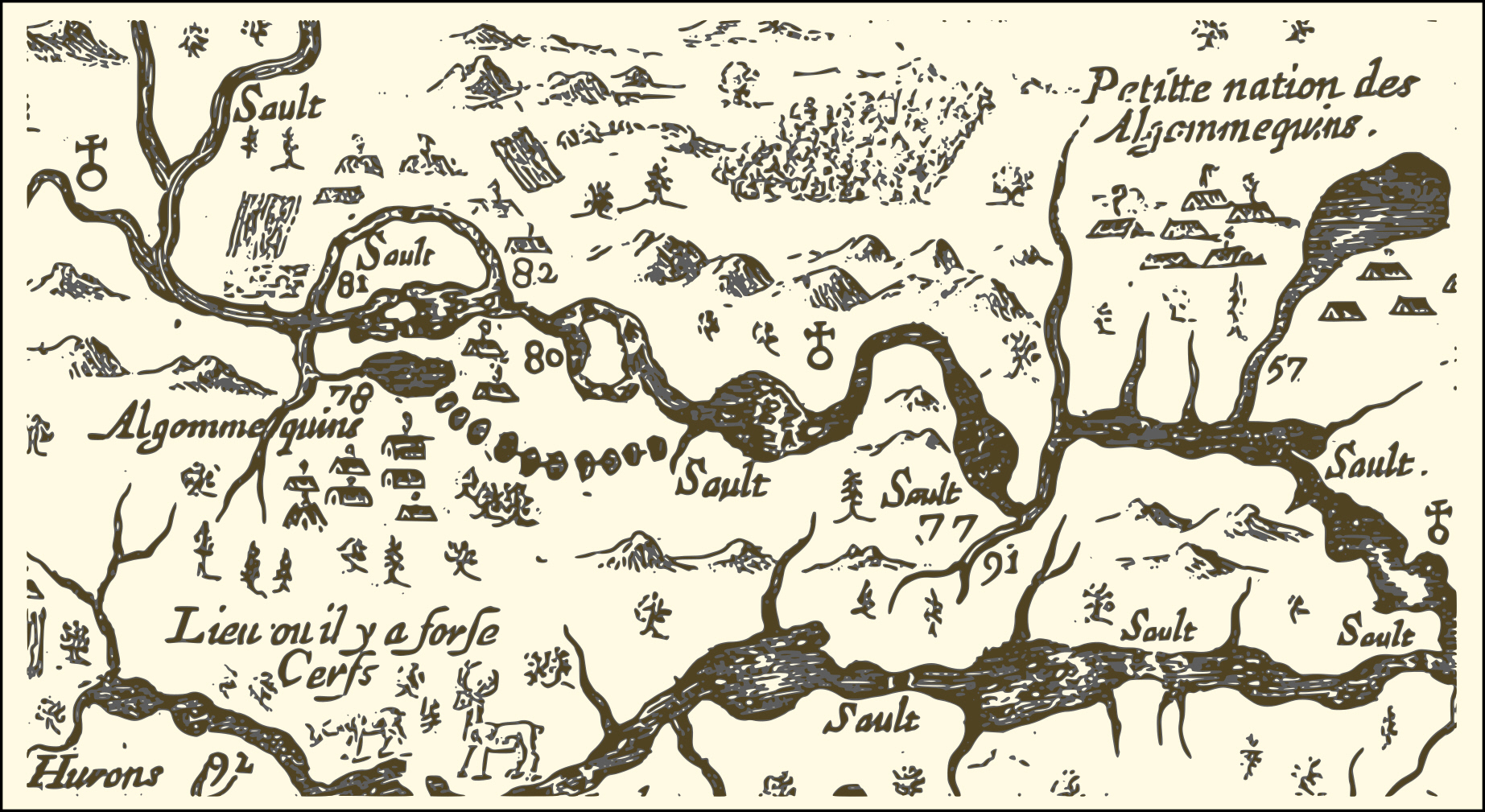
Carte des étapes numérotées de l'expédition de Champlain le long de la rivière des Outaouais

Premier voyage de Samuel de Champlain dans les Pays d'en Haut
En mai 1613, Champlain entreprend l'exploration de la rivière des Outaouais. Un interprète (ou « truchement ») Nicolas de Vignau, a convaincu l'explorateur qu'il connaît le chemin qui conduit à la « mer du Nord » (la baie d'Hudson). Mais lisons plutôt le départ de Champlain :

« Le 13, je partis de Québec pour aller au Sault Saint Louys où j’arrivay le 21. Or n’ayant que deux canaux, je ne pouvois menier avec moy que 4. hommes entre lesquels estoit un nommé Nicolas de Vigneau, le plus impudent menteur qui se soit veu de long temps, comme la suite de ce discours le fera voir, …il me rapporta à son retour de Paris en l’année 1612. qu’il avoit veu la mer du nort. Ainsi nos canots chargez de quelques vivres, de nos armes & marchandises pour faire présents aux Sauvages, je partis le Lundi 27. Mai de l'isle Saincte-Heleine, avec quatre François et un Sauvage. »

À l'instigation de Nicolas de Vignau, Samuel de Champlain remonte alors la rivière des Outaouais vers le pays des Hurons. Il s'arrête à un campement d’une tribu algonquine, les Kichesipirinis, sur l'île aux Allumettes. Pour conserver le rôle des Kichesipirinis comme intermédiaires entre les Français et les autres tribus amérindiennes, le chef Tessouat contredit Vignau à propos de la route vers la baie d'Hudson. Il se montre également très réticent devant l'intention de Samuel de Champlain de poursuivre son voyage vers le lac Nipissing. Après quelques cadeaux et échanges diplomatiques, l'explorateur rebrousse chemin et rentre à Québec.
Selon certains, en cours de route Samuel de Champlain perd son astrolabe qui ne sera retrouvé qu’au XIXe siècle. Cet instrument est unique. Il s'agit du plus petit des 35 astrolabes nautiques de cette période qui soient parvenus jusqu'à nous, et le seul de cette époque qui provienne de France. Cet astrolabe pouvait également être utilisé horizontalement comme instrument d'arpentage.

### Seconde exploration à la mer Douce (1615-1616)
Second voyage de Samuel de Champlain dans les Pays d'en Haut et expédition guerrière.
Le 9 juillet 1615, Samuel de Champlain quitte Québec et atteint la baie Georgienne en compagnie de deux Français. L'un est probablement Étienne Brûlé. Utilisant la grande route de la traite (rivière des Outaouais, rivière Mattawa, lac Nipissing, rivière des Français et baie Georgienne) Champlain accède alors au cœur du pays des Hurons. Il explore le pays maintenant son allégeance aux alliés autochtones, les Algonquins et les Hurons-Ouendats. Il voyage de village en village jusqu'à Cahiagué, situé sur les rives du lac Simcoe et lieu de rendez-vous militaire. Là un groupe de guerriers autochtones auquel se trouve Étienne Brûlé, part en direction du sud pour susciter la participation des Andastes au combat contre les Iroquois. Il décide alors de poursuivre la guerre contre les Iroquois.
Avec un important contingent de guerriers hurons, Samuel de Champlain accompagné des quelques Français se dirigent vers l'est puis traverse l'extrémité orientale de l'actuel lac Ontario. Ils cachent les canots et poursuivent leur route à pied longeant la rivière Onneiout (Oneida). Parvenus à un fort iroquois situé entre les lacs Oneida et Onondaga, ils livrent bataille sans grand succès. Champlain est blessé.

#### 1615-1616: un hivernement forcé
Champlain désire alors revenir au Saut-Saint-Louis. Mais les Autochtones en décident autrement. Les Hurons refusent d'accompagner Samuel de Champlain avant le printemps suivant, ce qui force ce dernier à hiverner en Huronie.
Il profite de son séjour dans la région pour explorer le sud-ouest, les Pétuns et les Cheveux-Relevés (Sud de la Huronie et de la péninsule Bruce). Lors d'une grande chasse en compagnie de Hurons, Champlain se perd en forêt, erre pendant trois jours dans les bois avant de retrouver ses compagnons. Il prend aussi le temps de rédiger une description détaillée du pays, des mœurs, des coutumes et de la façon de vivre des Autochtones. Il s'émerveille devant la beauté du paysage et la fertilité des lieux. Il ne tire cependant que des renseignements limités sur l'Ouest mystérieux, car en raison des guerres qui sévissent entre les diverses nations, les Autochtones ont peu voyagé dans cette direction. Fin juin 1616, il est de retour au Saut-Saint-Louis.

### Rivière des Prairies - point de développement original de Montréal
Aujourd'hui, le secteur de la rivière des Prairies est énormément riche en lieux de mémoire. Voie principale de canotage des Autochtones avant l'arrivée des Européens, c'est par cette voie qu'en 1603 le commerçant Pont-Gravé assisté du cartographe de Samuel de Champlain entra sur l'île du Mont Royal. En 1615, une première messe était dite par le père Jamet assisté du père Le Caron, ce sur les rives de cette rivière. En 1625, le récollet Viel se noya dans l'un des saults, le Gros Sault. De cet incident, le quartier trouva son toponyme: le Sault-au-Récollet. Pendant plus d'un siècle, le Sault constitua la porte d'entrée vers l'intérieur dans un territoire alors appelé les Indes occidentales. Missionnaires, aventuriers, coureurs des bois, nombre d'entre eux à destination du Mississippi et au-delà, de la Chine et des Indes, y passèrent et y laissèrent leurs traces. Tels : Samuel de Champlain, Étienne Brulé, Gabriel Sagard, père Le Caron, Jean Nicollet, Pierre-Esprit Radisson, Jacques Marquette, La Vérendrye et d'une multitude autres missionnaires, explorateurs et aventuriers. En 1650, le Sault-au-Récollet atteignait son apogée. En 1696, le sulpicien Vachon de Belmont y construisait un fort, le fort Lorette, et la dotait d'une chapelle, la chapelle de la Visitation de la Bienheureuse Vierge Marie. En 1751, une église remplacera la chapelle devenue trop petite.
Mais était survenu en 1642 un événement inattendu, sinon par Samuel de Champlain : celui de la fondation d'une petite colonie à place Royale : Ville-Marie. Alors peu à peu le développement de l'île se déplaça de la rivière des Prairies à Ville-Marie.

#### Montréal-Nord, lieu de développement premier de Montréal
Montréal-Nord peut être fier des événements des premières heures de la Nouvelle-France survenus sur son territoire. La rivière des Prairies constitua alors la porte d'entrée dans les Indes occidentales. Aussi, les territoires environnant Montréal-Nord sont riches en lieux de mémoire. Le patrimoine historique de ces lieux a peu à peu été effacé du conscient des gens. Site de passage en 1535 de Jacques Cartier en route vers Hochelaga, la rivière des Prairies fut le témoin des premiers instants du Canada. De l'an 1535 à 1642, la rivière des Prairies fut la porte d'entrée des missionnaires, des explorateurs, des aventuriers, vers l'intérieur d'un vaste territoire alors inconnu, les "Indes occidentes". Peu à peu, ils pénétrèrent les Grands Lacs, descendirent un vaste fleuve, le Mississippi, puis colonisèrent son entrée, la Nouvelle Orléans. Puis ils voguèrent sur la vaste mer découverte par Christophe Colomb en 1492 : le golfe du Mexique.

#### Le fort Lorette, œuvre de Vachon de Belmont

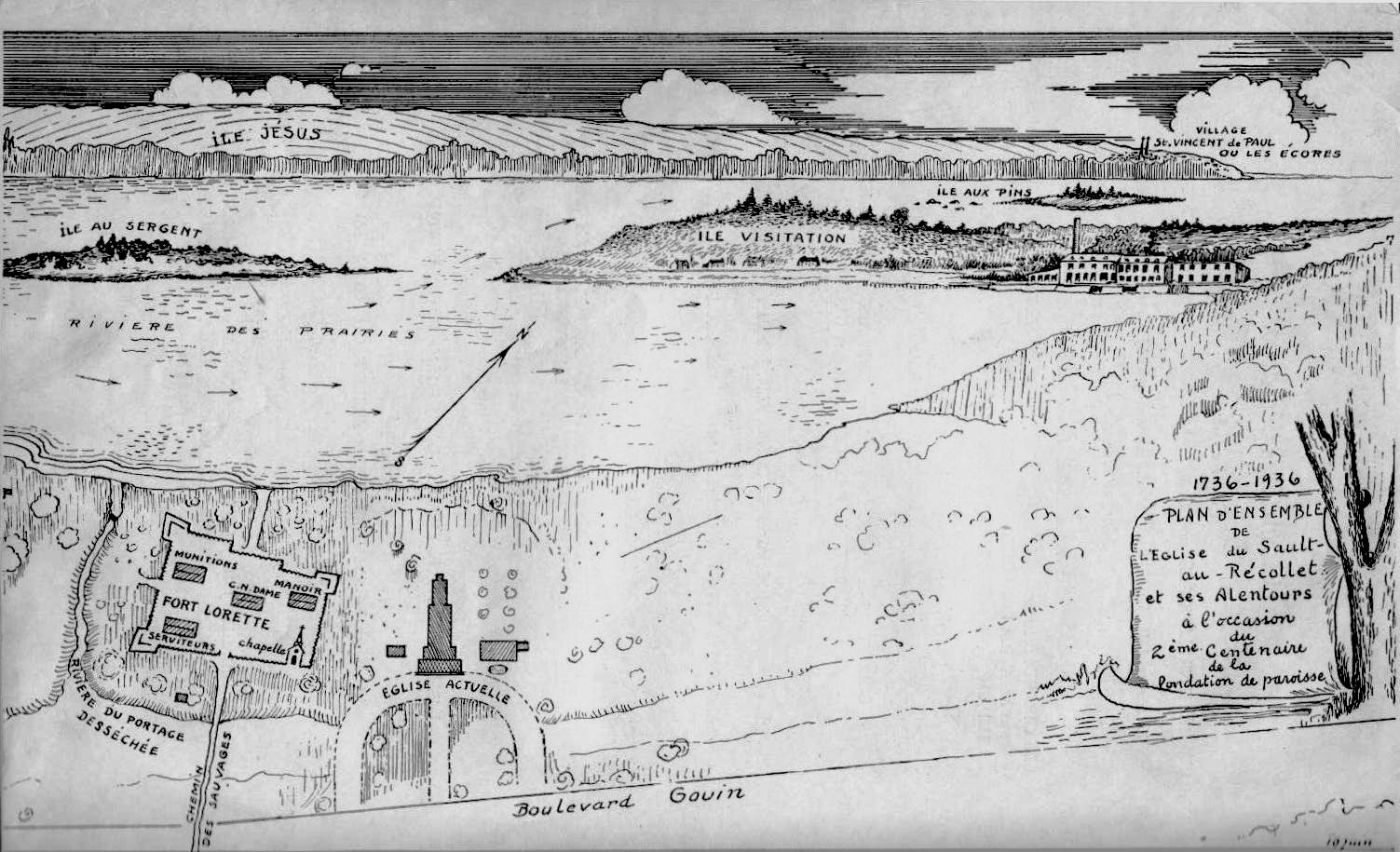
Plan du Fort Lorette avec vue depuis l'église de la paroisse de la Visitation du Sault-au-Récollet

On ne peut pleinement apprécier ce que fut le Fort Lorette sans connaître ce que fut son auteur, le sulpicien Vachon de Belmont. Né en France en 1645 dans une famille financièrement aisée et avantageusement connue, il s’intéressa très tôt aux installations fortes, en particulier aux installations militaires. Une étude de Vachon de Belmont révèle qu’il s’intéressa dans son jeune âge à ce type d’installation militaire. En 1681 Vachon de Belmont parvenait à l’île de Montréal, en fait à l’île du Mont Réal comme l’île était alors connue. C’était quelque 150 ans, en fait 146 ans, après la venue en 1535 de Jacques Cartier à Hochelaga.
Attaché à la Mission de la Montagne, mission créée vers 1675 et destinée à la conversion des Sauvages et à leur francisation, Vachon de Belmont constata tôt le besoin de pourvoir la mission d'une place forte. En 1683, la mission comptait 210 Sauvages vivant dans 26 cabanes. Elle couvrait alors de vastes champs en culture. En 1685, il décida de construire alors, ce à ses frais, le FORT DE LA MONTAGNE. Aussi, pendant longtemps, ce fort sera connu comme le Fort Belmont. Quatre bastions de forme poivrière constituèrent le système défensif de la mission. De ce Fort de la Montagne, il ne reste que peu de chose. Aujourd’hui, deux des quatre bastions ont été conservés et peuvent être admirés sur Sherbrooke, coin rue Du Fort. Onze ans plus tard, Vachon de Belmont dotera le Sault-au-Récollet d'un fort semblable, le Fort Lorette.
Cet homme que les Iroquois aimaient appeler « robe de fer ». Le site choisi par Vachon de Belmont (sulpicien souvent appelé par les Iroquois Soutane de Fer) visait d’une part à dégager la Mission et le Fort de la Montagne trop occupés, mais également à éloigner les Indiens des cabarets de Ville-Marie où trop souvent ils en sortaient ivres. Par ailleurs le site choisi se situait alors en territoire difficile, sur l’axe de canotage préféré des Iroquois. Cette rivière des Prairies était alors connue comme la rivière des Iroquois et était alors le point d’entrée des Iroquois dont Ville-Marie eut tant à souffrir à sa fondation. Aussi, le site choisi devait-il posséder les moyens de défense contre les attaques possibles des ennemis. De plus le fort se devait d’abriter les fonctions usuelles à toute mission. Telle celle d'hébergement et d’éducation des Sauvages.
Chose particulière, le site choisi se trouvait sur un territoire hautement historique. Il avait connu la venue du premier Européen, un Breton, Jacques Cartier en chemin pour Hochelaga alors à la recherche d'une voie d'eau vers les Indes. À la suite de la venue de l'explorateur, cette rivière devint la porte d’entrée des mille coureurs des bois, des missionnaires, des explorateurs et des commerçants visant à découvrir et exploiter l'immense territoire des Indes occidentales, un territoire alors inconnu. Le 24 juin 1615, cette rivière des Prairies était le site de la première messe dite sur l’île de Montréal, celle père Denis Jamet assisté du père Joseph Le Caron. En 1625 le site était témoin de la noyade dans l'un des saults de la rivière des Prairies du père Nicolas Viel, récollet, et de son protégé Ahuntsic. D'ores et déjà, le territoire entourant cette rivière prit le nom de Sault-au-Récollet.